# Ictiocol·la

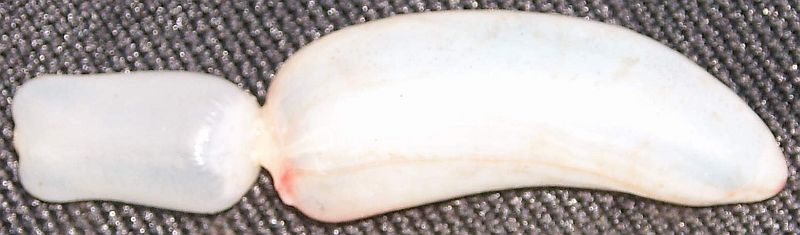
Bufeta natatòria d'un (Scardinius erythrophthalmus)

L'ictiocol·la (o cua de peix) és obtinguda de les bufetes natatòries de certs peixos, com l'esturió, el bacallà, el barb i la carpa. És un dels ingredients principals en l'elaboració de la gelatina, se sol comercialitzar en format de fulles transparents i s'utilitza generalment per donar més consistència a les gelatines de carn o de fruites; però també s'empra per a altres preparats, però sempre per consumir-los freds. Se sol emprar també com a adhesiu natural.

## Usos
En cuina s'empra la cua de peix quan es tem que la gelatina no resulta prou consistent. S'augmentarà la quantitat si el brou és d'escassa concentració, disminuint aquesta quantitat i suprimint-la en els brous molt concentrats.
Aquest tipus de gelatines s'empra en l'enquadernació de llibres per enganxar les tapes al llom del mateix, es tracta d'una cola natural.

## Preparació
La cua de peix s'ha de posar a hidratar en aigua freda per a qualsevol preparat que es vagi a fer amb ella i amb la suficient antelació perquè estigui ben hidratada quan es vagi a afegir, i molt especialment per a la gelatina (de carn, au, peix o fruites), ja que al no estar ben hidratada corre perill d'enterbolir després la gelatina per no haver-se dissolt a temps; és a dir, abans d'iniciar la clarificació. La cua de peix poc hidratada es dissol amb molta dificultat en un líquid calent; sobretot la vora de les fulles, per ser més espès, triga encara més a dissoldre's.